# Turbiv
Turbiv (ukrajinsky Турбів; rusky Турбов, Turbov) je sídlo městského typu na střední Ukrajině ve Vinnyckém rajónu Vinnycké oblasti, v regionu Podolí. Nachází se ve východní části Podolí nad řekou Desenka. Žije zde přibližně 6 300 obyvatel. První písemná zmínka pochází z roku 1545 v souvislosti s popisem zámku ve Vinnycji. Nedaleko městečka je jedno z nejbohatších nalezišť kaolinu v Evropě, který zpracovává místní kaolinový a sklářský závod. Ve městečku se nachází jedna základní škola a dvě střední všeobecné školy.